# India Ennenga
India Ennenga est une actrice de télévision américaine née le 16 novembre 1994 à New York. Elle est connue pour son rôle de Sofia dans la série Treme (lancée en 2010).

## Filmographie

### Cinéma
- 2008 : The Last International Playboy : Sophie
- 2008 : The Women : Molly Haines
- 2010 : Multiple Sarcasms : Elizabeth
- 2018 : Charlie Says de Mary Harron : Linda Kasabian

### Télévision
- 2006 : Pinky Dinky Doo : Pinky (voix)
- 2010– : Treme : Sofia Bernette
- 2014- : The Returned : Camille / Lena Winship jeune